# Cadbury (Devon)
Cadbury – wieś i civil parish w Anglii, w Devon, w dystrykcie Mid Devon. W 2011 civil parish liczyła 171 mieszkańców. Cadbury jest wspomniana w Domesday Book (1086) jako Cadebirie/Cadabiria.